# Hedkärra
Hedkärra är ett samhälle i Fagersta kommun, cirka fyra kilometer väster om Västanfors i Västanfors socken. SCB klassade orten som småort(er) före 2015 och 2020 samt tätort 2015 och från 2023.

## Befolkningsutveckling
| Befolkningsutvecklingen i Hedkärra 2015–2015                                                                                               | Befolkningsutvecklingen i Hedkärra 2015–2015 | Befolkningsutvecklingen i Hedkärra 2015–2015 | Befolkningsutvecklingen i Hedkärra 2015–2015 | Befolkningsutvecklingen i Hedkärra 2015–2015 |
| --- | -------------------------------------------- | -------------------------------------------- | -------------------------------------------- | -------------------------------------------- |
| |                                              |                                              |                                              |                                              |
| År |                                              |                                              | Folkmängd                                    | Areal (ha)                                   |
| 2015 | 2015                                         |                                              | 201                                          | 55                                           |
| Anm.: Ny tätort 2015, var före dess två småorter Hedkärra (norra delen) och Hedkärra (södra delen) som 2010 hade 192 invånare på 42 hektar |                                              |                                              |                                              |                                              |